# 카메라 렌즈

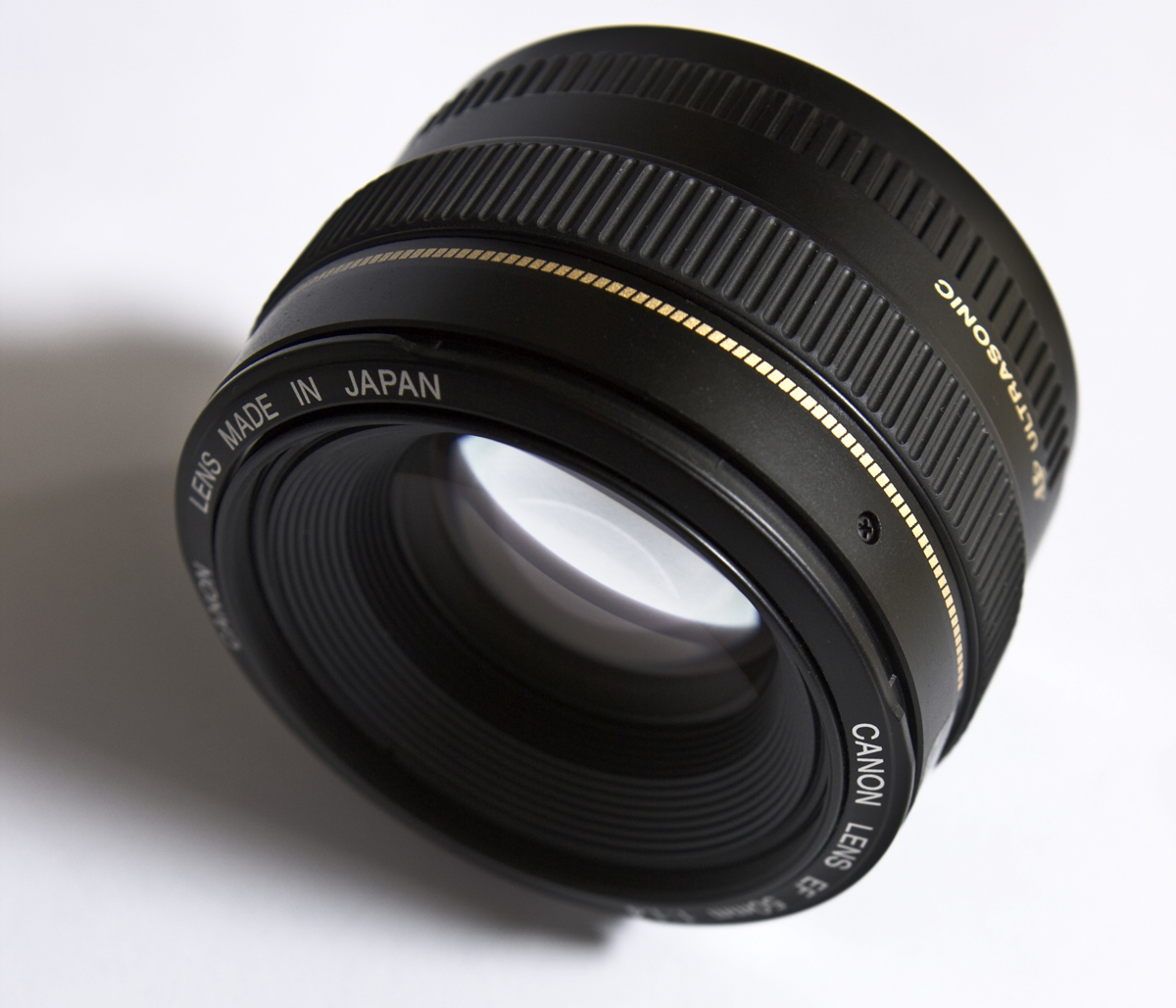
사진 렌즈: 캐논의 EF 50mm F1.4 USM 렌즈, 단초점 렌즈이다.

카메라 렌즈(camera lens) 또는 사진 렌즈(寫眞 lens, photographic lens)는 카메라에 연결하여 사진 필름이나 고체 촬상 소자에 적절한 빛을 전달하는 역할을 하는 광학 렌즈, 또는 렌즈의 구성체이다. 보통 여러 장의 렌즈가 적절하게 겹쳐있다. 렌즈의 형식은 특별한 용도의 것을 제외하고는 트리플렛(triplet)를 바탕으로 하는 형식과 가우스(Gaauss) 형식을 바탕으로 하는 것으로 나뉜다.

## 분류
사진 렌즈는 초점 거리와 초점 거리의 변동 가능성 혹은 집광 방식에 따라서 여러 가지로 분류할 수 있다. 일반적으로 사용하는 장초점 렌즈, 표준 렌즈, 광각 렌즈 등은 초점 거리에 따라서 분류한 것이고, 줌 렌즈와 단초점 렌즈등은 초점 거리의 변동유무를 통해서 나눈 것이다.
반사 렌즈와 같이 유리로 구성된 렌즈 대신 거울을 사용하는 렌즈 역시 존재한다. 한편, 사진의 왜곡 조정이나 해상력, 최소 초점 거리에 따라서 매크로 렌즈나 소프트 렌즈, 어안 렌즈, TS(Tilt-Shift) 렌즈등의 다양한 세부 분류 역시 존재한다.

### 초점 거리에 따른 분류
보통 카메라에서 화면의 대각선 길이와 거의 비슷한 초점거리를 가진 렌즈가 표준 렌즈로 불린다. 예를 들면 35mm 포맷 카메라에서 초점 거리는 약 50mm이며, 화각은 약 47°이다. 표준 렌즈보다 초점 거리가 짧은 렌즈를 광각 렌즈(wide-angle lens), 긴 렌즈를 장초점 렌즈(long-focus lens)라고 한다.
광각 렌즈를 써서 촬영하면 화각이 크기 때문에 넓은 범위의 물체가 화면에 들어온다. 가까운 거리에서 넓은 범위를 촬영할 수 있는 것은 편리하다. 그러나 표준렌즈로 촬영한 화면과 비교하면 원근감이 과장된 것이 되기도 하고, 또 카메라의 위치에 따라서 비뚤어져 나타나기도 한다.
장초점 렌즈는 이와 반대로 화각이 작고 원근감이 효과도 작을 뿐더러 거리감마저 없어진다. 그러나 원거리의 물체는 비교적 크게 촬영할 수 있다. 장초점렌즈는 원통의 길이가 길어지기 때문에 휴대하거나 조작하는 데에 불편하므로 망원 렌즈 형식을 써서 짧게 한다. 이것은 렌즈의 전군(前群)에는 볼록렌즈(수렴렌즈), 후군(後群)에는 오목렌즈(발산렌즈)를 배치한 것으로, 전군에서 약간 지나치게 수렴시킨 광속을 후군의 발산계에서 수렴의 정도를 늦춰 주어 그 결과 짧은 원통으로 긴 초점 거리를 얻을 수 있다.

## 카메라 렌즈 제조사

### 칼자이스
1846년 독일 예나에서 정역학 및 광학을 연구하는 공방으로 출발한 칼자이스는 현재 광학 및 전자 광학산업에서 손꼽히는 회사이다. 기업 본사는 독일 오버코헨에 위치하고 있으며 카메라 렌즈뿐만 아니라 의료장비, 반도체 계측장비, 광학 및 전자 현미경, 플라네타리움, 3차원 측정기, 안경렌즈 등 많은 분야에 관련되어 있다. 설립 초기에 체계적인 생산을 통한 현대적인 생산 방식을 구축하여 당시로써는 매우 고품질 현미경 렌즈를 생산하여 주목받게되었고 1860년대 사진기가 본격적으로 보급되면서 현대적인 카메라 제조를 위한 기반을 다지기 시작하였다. 제 1차 세계 대전으로 인해 인지도를 쌓고 급속도로 카메라 생산의 세계 최대 업체가 되었다. 칼자이스는 현존하는 광학기기 제조사중 가장 오래된 회사이며 1936년 세계 최초의 35mm 단일 렌즈 리플렉스 카메라인 키네 엑샤타(Kine Exakta)를 생산했으며, 35mm 카메라의 보급과 개발에 가장 큰 기여를 했다. 콘탁스I,II, 콘탁스 IIa 등과 같은 RF 카메라(거리계연동카메라)뿐만 아니라, Zeiss Ikon이라는 이름의 하위 브랜드를 통해 저가형인 Contina, 35mm SLR Contaflx, 중형 카메라인 Nettar, TLR인 Ikoflex 등 그 시대에 맞춰 출시할 수 있는 모든 형태의 카메라를 제작했다. 그러나 1950년대 이후 일본기업의 카메라 시장진출로 인해 경쟁력에 밀려 시장의 외면을 받기 시작했고 1969년 Contarex SE를 마지막으로 카메라 자체 생산을 하지 않게 되었지만 일본의 기업과 라이센스 계약을 맺어 콘탁스 카메라가 계속 출시되었다. 이후 2005년 다시 Zeiss Ikon SW를 통해 광학기기 시장에 다시 진출하여 미러리스렌즈 및 DSLR렌즈, 시네마 렌즈 등의 광학 제품을 생산하고 있다.

### 라이카
라이카는 독일의 광학 기기회사이며 카메라 제조사이다. 1913년 세계 최초로 35mm 필름을 사용하는 카메라인 Ur-Leica를 제작함으로써 현대의 35mm 카메라의 기준을 제시했고 1930년 렌즈 교환식 카메라를 개발, 1932년부터 거리계연동카메라인 Leica II를 시판했으며 인물사진에 적절한 Thambar 90mm F2.2를 공급하여 현대사진 전성기의 기초를 확립했다. 제 2차 세계대전이후 새로운 렌즈 마운트인 Leica M bayonet Mount를 제시하였고 그 이후 레인지 파인더의 설계가 확립되었다. 1970년대부터 일본제 SLR카메라가 세계시장의 점유율을 늘려가면서 SLR과 RF시장에서 모두 실패하여 1977년부터 예전의 클래식한 디자인과 단순한 작동을 원칙으로 현재까지 35mm 판형의 거리계연동카메라를 제조하고 있다. 현재 파나소닉과의 제휴를 통해 렌즈를 디자인하고 있으며, 디지털 레인지 파인더 카메라를 생산하는 유일한 회사이다. 2014년 첫 미러리스 렌즈 교환식 카메라인 라이카 T타입을 공개했다.

### 기타
- 니콘: 광학, 영상에 특화된 기업으로 사진기, 현미경, 반도체 장비 등이 주요 제품인 니콘(Nikon)은 자사 카메라용 렌즈인 니코르(NIKKOR)를 제조하고 있다.
- 후지필름: 후지필름은 카메라, 망원경, CCTV 등에 탑재되는 후지논 렌즈를 생산하고 있다.
- 삼양옵틱스: 카메라에 탑재되는 렌즈를 생산하고 있다.

## 같이 보기
- 렌즈

## 참고 문헌
- 이 문서에는 다음커뮤니케이션(현 카카오)에서 GFDL 또는 CC-SA 라이선스로 배포한 글로벌 세계대백과사전의 내용을 기초로 작성된 글이 포함되어 있습니다.